# Dorylomorpha karelica
Dorylomorpha karelica är en tvåvingeart som beskrevs av David Edward Albrecht 1979. Dorylomorpha karelica ingår i släktet Dorylomorpha och familjen ögonflugor. Inga underarter finns listade i Catalogue of Life.